# Ohleria rugulosa
Ohleria rugulosa är en svampart som beskrevs av Fuckel 1870. Ohleria rugulosa ingår i släktet Ohleria och familjen Melanommataceae.   Inga underarter finns listade i Catalogue of Life.